# Epidendrum vargasii
Epidendrum vargasii là một loài thực vật có hoa trong họ Lan. Loài này được Christenson & Nauray mô tả khoa học đầu tiên năm 2001.